# The Boston Globe
The Boston Globe (y el Boston Sunday Globe) es un periódico diario de Boston, Massachusetts, Estados Unidos. Fue propiedad de The New York Times Company entre 1993 y 2013, cuando fue vendido al empresario John W. Henry. Su principal competidor es el Boston Herald. En 2008, la circulación promedio del Boston Globe entre semana cayó de 382.503 a 350.605, es decir, un 8,3%; mientras que su circulación en los domingos descendió en un 6.5% hasta llegar a 525.959 ejemplares. A pesar de ello, The Globe mantiene el octavo lugar en el promedio de circulación semanal de periódicos estadounidenses y sus periodistas han ganado 18 premios Pulitzer.

## Historia
The Boston Globe fue fundado en 1872 por seis hombres de negocios dirigidos por Eben Jordan, quien inicialmente invirtió $150,000 dólares. La primera edición se publicó en el 4 de marzo de 1872, costando solo 4 centavos de dólar. A pesar de ser originalmente una edición matutina, su publicación dominical comenzó en 1877. En 1878, The Boston Globe sacó una edición vespertina que sería llamada The Boston Evening Globe, pero su publicación cesaría en 1979.
The Boston Globe fue una compañía privada hasta 1973, cuando se volvió autónomo bajo el nombre de Affiliated Publications, es decir, publicaciones afiliadas. El manejo de la empresa continuó en manos de los descendientes de Charles H. Taylor.
En 1992, The New York Times Company compró Affiliated Publications por 1.1.billones de dólares, convirtiendo a The Boston Globe en pertenencia de la compañía del The New York Times. ' parent. Las familias de Jordan y Taylor recibieron una cantidad sustancial de acciones dentro de la compañía New York Times, sin embargo, los últimos miembros de la familia Taylor dejaron la corporación en 2000 y 2001.
Boston.com, la edición en línea del Boston Globe se abrió al público World Wide Web en 1995. Constantemente clasificado entre los 10 mejores periódicos digitales de Estados Unidos,
Ha ganado numerosos premios nacionales, entre ellos dos Premios Emmy en 2009 por su trabajo fílmico.
En 1998, La columnista Patricia Smith se vio forzada a renunciar después de haber sido descubierta inventado testimonios y citas en varias de sus columnas. Esto levantó varias preguntas acerca de una doble moral en el Boston Globe, ya que Mike Barnicle, quien es europeo-americano (Smith es afrodescendiente), fue acusado de la misma ofensa sin ser castigado por ello. En agosto de ese mismo año, se descubrió que Barnicle había copiado material para una de sus columnas de un libro de George Carlin, de nombre “Brain Droppings”. Barnicle fue suspendido y varias de sus columnas fueron revisadas. En esta revista, los editores del Boston Globe descubrieron que había fabricado una historia acerca de dos pacientes con cáncer, por lo que Barnicle tuvo que renunciar.
El equipo de investigación Spotlight, del Boston Globe, destapó el escándalo de abuso sexual a niños en la Iglesia católica entre los años 2001 y 2003 especialmente en las iglesias de Massachusetts y que trató de ocultar la arquidiócesis de Boston. Los reporteros fueron galardonados con el Premio Pulitzer por su trabajo, uno de los tantos premios ganados por el trabajo periodístico. Este hecho sacudió a la Iglesia Católica y desembocó con la renuncia del arzobispo de Boston, Bernard Law. En el año 2015 se estrenó la película Spotlight, que narra esta historia. Esta película ganó el premio Óscar a la mejor película.
En la primavera de 2005, The Boston Globe se retractó de una historia que describía los eventos de una caza de focas cerca de Halifax (Nueva Escocia), que tuvo lugar el 12 de abril de 2005. El artículo escrito por Barbara Stewart, una trabajadora por encargo, exempleada del New York Times, describía el número específico de botes involucrados en la caza y detallaba gráficamente el asesinato de las focas y las protestas que la acompañaban. Sin embargo, dicha matanza no ocurrió el día que la periodista dijo, por lo que se descubrió que los detalles habían sido fabricación suya.
“The Boston Globe” también es conocido por permitir las notas periodísticas de Peter Gammons sobre béisbol. Notas que han sido de gran importancia a nivel nacional. En 2004, Gammons fue seleccionado como receptor del quincuagésimo premio J. G. Taylor Spink por su excelente trabajo periodístico de dicho deporte, otorgado por la BBWAA y fue honrado en el Salón de la Fama de Baseball el 31 de julio de 2005. En 2007, Charlie Savage, cuyos reportajes sobre el uso de las tratados firmados por George W. Bush se convirtieron en noticia nacional, habiendo obtenido el premio Pulitzer en la categoría de Reportajes Nacionales.
El Boston Globe ha sido consistentemente considerado uno de los líderes en el periodismo estadounidense. La revista Time lo enlistó como uno de los 10 mejores diarios estadounidenses en los años de 1974 y 1984, y también empató como el sexto mejor periódico de los Estados Unidos en una encuesta nacional realizada por los principales editores que escogieron los mejores periódicos estadounidenses en la revista periodística de Columbia en 1999.

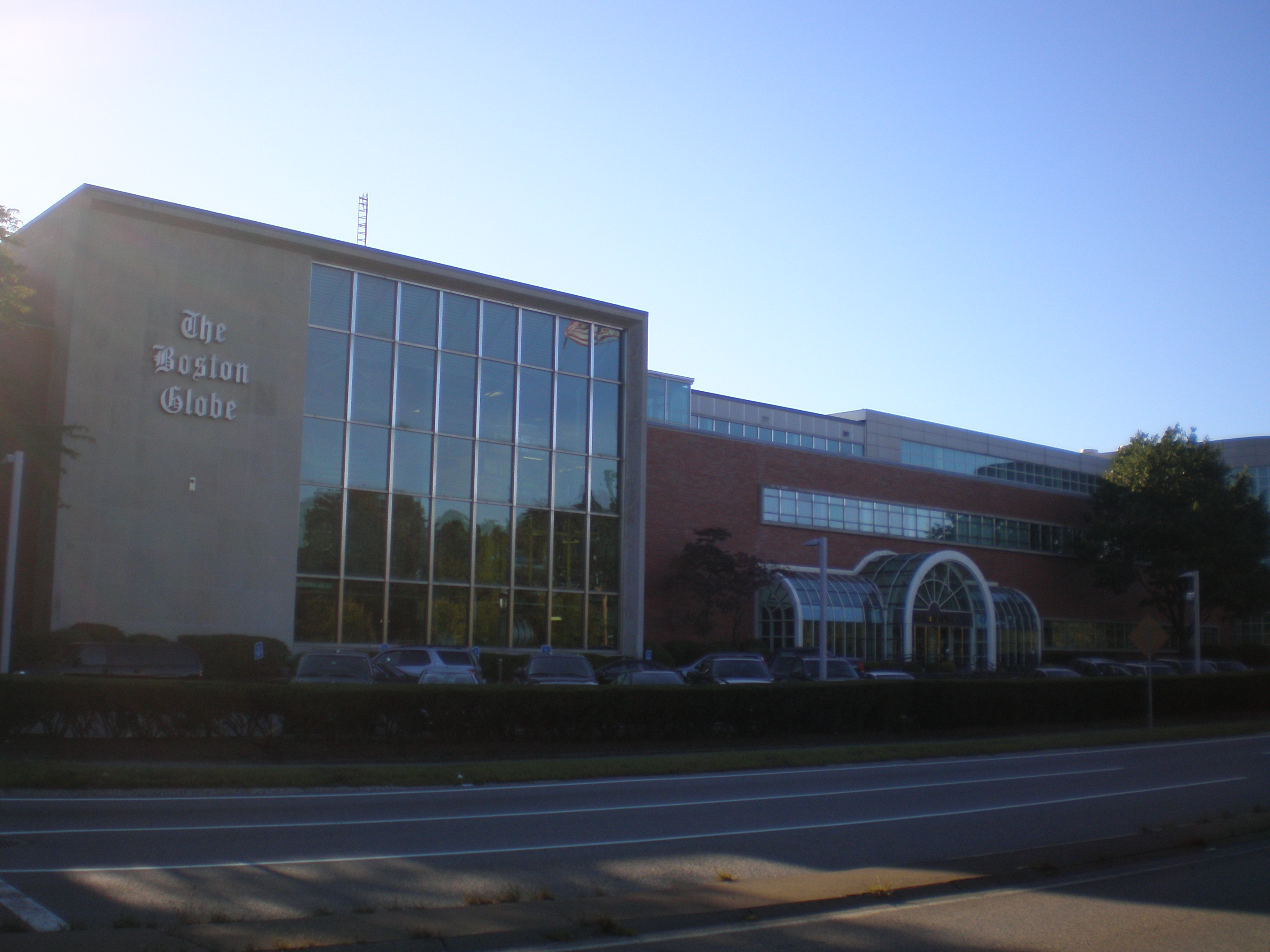
Sede de The Boston Globe (2009).

“The Boston Globe” es anfitrión de 28 blogs que cubren una gran variedad de tópicos incluyendo los deportes de Boston, la política local, y un blog hecho especialmente con opiniones de los escritores.
El 2 de abril de 2009, The New York Times Company, a quien pertenece The Boston Globe, dijo que cerrarían el diario si no accedían a pagar el monto de $20 000 000 en reducción de costos. Varios de estos costos de reducción incluían el pago de un 5% de los empleados, la pensión de jubilación, y la tenencia de algunos de ellos.
El Boston Globe eliminó el equivalente de 50 trabajos a tiempo completo; entre contrataciones y despidos, se perdieron la mayoría de los empleos a media jornada en las secciones editoriales. Sin embargo, la mañana del 5 de mayo la compañía The New York Times anunció que se había llegado a un acuerdo con el Gremio de periodistas de Boston que representaba a la mayoría del personal editorial del periódico donde accedían a las concesiones exigidas el 3 de mayo después que la compañía The New York Times amenazara con dar al gobierno 60 días para cerrar el diario.
El 14 de octubre de 2009, la Compañía The New York Times anunció que no vendería el diario The Boston Globe porque “sus finanzas habían mejorado significativamente…”.
En julio de 2016, la sede de 815.000 pies cuadrados en Dorchester fue vendida a un comprador desconocido por un precio no revelado. Globe trasladó sus operaciones de impresión en junio de 2017 al Myles Standish Industrial Park en Taunton, Massachusetts. También en junio de 2017, Globe trasladó su sede a Exchange Place, en el distrito financiero de Boston.
En julio de 2022, James Dao, editor sénior con 30 años de experiencia en The New York Times, fue nombrado editor de la página editorial, sucediendo a Bina Venkataraman.
En noviembre de 2022, The Boston Globe anunció que la jefa de noticias de NPR Nancy Barnes sustituiría a Brian McGrory como editor.

## Página editorial
En el Boston Globe, como es costumbre en la industria periodística, las páginas editoriales se separan de las noticias. Las editoriales representan la perspectiva oficial de The Boston Globe como institución colectiva. Peter S. Canellos, antiguo director de departamento de Washington, es el editor jefe. El editor, Chris Mayer, se reserva el derecho de veto editorial y usualmente determina las aprobaciones políticas. Describiendo la posición política de The Boston Globe en 2001, el antiguo editor en jefe Renée Loth comentó a la revista universitaria de la Universidad de Boston: 
El Boston Globe tiene una larga y orgullosa trayectoria de ser una institución progresista, especialmente en lo que a problemas sociales respecta; estamos en contra de la pena de muerte; a favor de los derechos de los homosexuales. Pero si la gente nos lee más detenidamente, se encontrarán con una gran serie de otro tipo de problemas, no somos instintivos. Estamos a favor de la educación. Tenemos muchos más matices que el estereotipo liberal justifica.

## Revista
The Boston Globe Magazine es la revista dominical del periódico casi todas las semanas. Susanne Althoff es la actual editora. Desde 2006, la revista tiene un nuevo estilo, que consiste en salirse de la sección inspiracional y moverse hacia la sección poco común de Boston. También incluye secciones como 'Pregunta y Respuesta'. En el 23 de octubre de 2006, The Boston Globe anunció la publicación de Diseña Nueva Inglaterra. La revista de las espléndidas casas y jardines. La brillante y ancha revista se publica seis veces al año.

### Contribuidores
- Robin Abrahams escribe Miss Conduct (mirar abajo)
- Susanne Althoff, Editora
- Charlie Pierce escritor
- Neil Swidey escritor
- Tina Sutton escribe 'La Ropa que usamos (The Clothes We Wear)'

### Características regulares
- Editor's Notes: Notas escritas que hablan sobre lo relativo en la edición semanal.
- Letters: Correspondencia con los lectores
- Q/A: Pregunta y respuesta, mini entrevista con un local.
- The Big Deal: Seguimiento de una transacción que haya tomado a lugar recientemente.
- Pierced: Una columna de Charlie Pierce
- Tails From the City: Historias locales.
- The Clothes We Wear: Columna de estilo.
- Miss Conduct: Una columna de consejos enfocada en la buena educación.
- The Globe Puzzle: Crucigrama.
- Coupling: Ensayo sobre la química social. Normalmente hablando sobre la vida amorosa de alguien.
- La sección dominical Ideas presenta el reportaje y los comentarios sobre ideas, personas, libros y tendencias que mueven el mundo intelectual.[24]

## Premios Pulitzer
| - 2016: Comentarista, Farah Stockman - 2016, Fotografía, Jessica Rinaldi - 2015: Editorial, Kathleen Kingsbury - 2012,Crítica, Wesley Morris - 2011, Crítico, Sebastian Smee - 2008, Distinguido crítico, Mark Feeney - 2007, Reportaje nacional, Charlie Savage - 2005, Reportaje explicatorio, Gareth Cook. - 2003, Servicio Público, Boston Globe Spotlight Team - 2001, Crítico distinguido, Gail Caldwell. - 1997, Comentarista distinguida, Eileen McNamara. - 1996, Crítico distinguido, Robert Campbell. - 1995, Distinguido reportaje, David M. - 1985, Fotografía, Stan Grossfeld. - 1984, Fotografía, Stan Grossfeld. | - 1984, Reportaje local, The Boston Globe. - 1983, Reportaje nacional, The Boston Globe. - 1980, Comentarista dinstinguida, Ellen Goodman, columnista. - 1980, Crítico distinguido, William Henry III, por crítica televisiva. - 1980, Reportaje local especial, The Boston Globe Spotlight Team. - 1977, Caricatura Editorial, Paul Szep. - 1975, Mérito al servicio público, The Boston Globe. - 1974, Caricatura Editorial, Paul Szep. - 1972, Reportaje Local, The Boston Globe Spotlight Team." - 1966, Mérito al servicio público. |

## Editores
| Editor               | Años activo | Notas                                              |
| -------------------- | ----------- | -------------------------------------------------- |
| Charles H. Taylor    | 1873-1921   | Fundador de “The Boston Globe.”                    |
| William O. Taylor    | 1921-1955   |                                                    |
| William Davis Taylor | 1955-1977   |                                                    |
| William O. Taylor II | 1978-1997   |                                                    |
| Benjamin B. Taylor   | 1997-1999   | Último miembro de la familia Taylor en ser editor. |
| Richard H. Gilman    | 1999-2006   |                                                    |
| P. Steven Ainsley    | 2006-2009   |                                                    |
| Christopher Mayer    | 2009-       | Actual editor.                                     |

## Contribuidores notables
- Amalie Benjamin
- Bud Collins
- John Ellement
- Brendan Lanigan
- Tony Massarotti
- Bob Ryan
- Dan Shaughnessy
- Shira Springer
- Joan Vennochi
- Adrian Walker
- Dan Wasserman
- Carlo Wolff
- Cathy Young

Antiguos contribuidores
- Mike Barnicle
- Ron Borges
- Steve Curwood
- Gordon Edes
- George Frazier
- Peter Gammons
- George V. Higgins
- Michael Holley
- Richard Kindleberger
- Diane Lewis
- Alan Lupo
- Jackie MacMullan
- Will McDonough
- Leigh Montville
- Tim Murnane
- Jeremiah V. Murphy
- Mike Reiss
- Kirk Scharfenberg
- Michael Smith
- Patricia Smith
- Paul Szep
- Lesley Visser
- Larry Whiteside